# Кондрашёв, Александр Васильевич
 Александр Васильевич Кондрашёв (1950, пос. Алят Азербайджанской ССР — 14 июня 2009 года) — ученый-медик, доктор медицинских наук, профессор. Заслуженный врач Российской Федерации. Заслуженный работник высшей школы.

## Биография
Александр Васильевич Кондрашев родился в 1950 году на станции Аля-ты-пристань Азербайджанской ССР в семье лётчика. Отцу по роду службы приходилось много ездить по стране, с ним перемещалась и его семья. В 1957 году семья оказалась в Ростове-на-Дону. Здесь Александр Васильевич окончил школу. В 1973 году успешно окончил педиатрический факультет Ростовского государственного медицинского института. После окончания института учился в аспирантуре на кафедре нормальной анатомии РГМИ. С 1975 по 1980 год работал секретарем комитета комсомола института.
В 1980 году защитил кандидатскую диссертацию на тему: «Макро-микроскопическая анатомия кровеносных сосудов глазного яблока во внутриутробном развитии у человека». Научные руководители — профессоры Ю. К. Падалкин и А. А. Колосова.
В 1998 году защитил докторскую диссертацию на тему: «Возрастные и типовые особенности функциональной рентгеноанатомии сердца». Имеет звание доктора медицинских наук.
Около 13 лет работал фельдшером и врачом выездной бригады скорой медицинской помощи без отрыва от остальных мест работы.
Место работы: ассистент (1976—1985), доцент, с 2000 года — профессор кафедры нормальной анатомии РГМИ, с 2003 года — зав. кафедры нормальной анатомии. Работал на этой должности до 2009 года. С 2004 года по 2009 год А. В. Кондрашёв занимал должность проректора по учебно-воспитательной работе Ростовского медицинского университета.
Александр Васильевич Кондрашев скончался 14 июня 2009 года.

## Научная деятельность
Под руководством профессора Кондрашева выполнены и защищены две докторских и четыре кандидатские диссертации.
Александр Васильевич Кондрашёв имел два патента на изобретения, являлся автором (включая соавторство) около 300 научных работ, из них двух монографии.

### Научные труды
- Кондрашев А. В., Каплунова О. А. Нормальная анатомия человека. Изд.: Эксмо-Пресс, 2010 г.
- Малый атлас рентгеноанатомии. Учебное пособие. Кондрашев А. В., Каплунова О. А., Швырев А. А. Медицина, Феникс 2012, ISBN 978-5-222-19533-8.